# Solbacken
Solbacken is een woonwijk in het stadsdeel Västra Innerstaden van de Zweedse stad Malmö. De wijk telt 1.238 inwoners (2013) en heeft een oppervlakte van 0,34 km². Solbacken ligt tussen de straten John Ericssons väg, Lorensborgsvägen, Stadiongatan en Bellevuevägen. Langs de laatstgenoemde straat staan diverse villa's in art-nouveaustijl.